# 銀河アリーナ
銀河アリーナ（ぎんがアリーナ）は、神奈川県相模原市の淵野辺公園内に位置する相模原市立の複合スポーツ施設。

## 概要
神奈川県相模原市中央区の市立淵野辺公園内にある相模原市立多目的スポーツ施設の愛称。市条例の正式名称は、淵野辺公園アイススケート場及び淵野辺公園水泳プール。1991年1月20日に開館し、建築面積：4,693.67m2、延床面積：10,838.38m2、鉄骨鉄筋コンクリート造4階建である。
通常夏は50ｍ公認8コースのメインプール+18m×14mのサブプール、冬は60m×30mのメインスケートリンク+18m×14mのサブリンクとして使用している。また、年間を通じてトレーニング施設を開放している。外観は昆虫のゲンゴロウをモチーフとした作りになっている。
しかし施設の老朽化が進み、市は同じ相模原市にある市立総合水泳場に一本化し、同時に2018年度をもってプール営業を終了。建て替えを含めた通年型スケートリンク整備を検討している。

## 名称の由来
1987年（昭和62年）秋に実施された50万人都市記念事業の中で、当時の文部省科学研究所関連施設が所在する2市3町が、昭和62年11月8日に建国した銀河連邦にちなんで命名された。銀河アリーナのある淵野辺公園の近隣には、JAXA相模原キャンパスや国立映画アーカイブの関連施設などがある。

## 廃止の検討
2021年1月14日に相模原市から発表された「行財政構造改革プラン案」では、銀河アリーナなど27施設について改修せずに廃止することを検討するとしている。